# Quantum Break
Quantum Break é um jogo eletrônico de ação em terceira pessoa produzido pelo estúdio finlandês Remedy Entertainment. Foi lançado pela Microsoft Studios no dia 5 de abril de 2016 para Xbox One. Uma série digital com o mesmo nome também esteve em produção. A história de Quantum Break acontece depois de uma experiência sobre a manipulação do tempo ter corrido mal. O evento não apenas afetou o tempo mas como também deu aos dois protagonistas, Jack Joyce e Paul Serene, a habilidade de o manipular de várias maneiras.
Quantum Break é essencialmente um jogo de tiro em terceira pessoa, mas com alguns elementos de plataformas em secções menos orientadas para a acção. O jogo tem os chamados "pontos de junção" que permitem "escolher a tua aventura", com episódios integrados de uma série de televisão, em que participam os actores reais dos personagens, interagindo e revelando as consequências das escolhas do jogador.
Quantum Break recebeu essencialmente análises positivas. O site de pontuações agregadas Metacritic deu à versão Xbox One 77/100, indicando "análises geralmente favoráveis". Os críticos elogiaram a história e a campanha, as sequências de acção, a caracterização, e as manipulações do tempo, no entanto foram mais críticos em relação à funcionalidades dos poderes do tempo. Quantum Break foi o primeiro jogo da Microsoft em 2016 a conseguir alcançar o primeiro lugar na tabela de vendas do Reino Unido e o jogo mais vendido para uma nova propriedade intelectual dos Xbox Game Studios nesta geração.

## Jogabilidade
Quantum Break é jogado numa perspectiva em terceira pessoa com um sistema de cobertura. O jogador controla Jack Joyce, uma pessoa que consegue manipular e “congelar” o tempo. Juntamente com esses poderes, os jogadores usam uma grande variedade de armas de fogo para derrotar os inimigos. Joyce pode parar o tempo temporariamente, dando-lhe a possibilidade de fugir dos ataques inimigos, provocar um "Time Blast" (um projéctil ofensivo), e reverter a direcção das balas. Joyce pode interagir com o ambiente, criando efeitos que causam dano aos inimigos. A habilidade "Time Rush" pode também ser usada como tele-transporte, permitindo a Joyce colocar-se junto a um inimigo e neutralizá-lo com um golpe rápido. Em adição, os jogadores podem acelerar o tempo e trocar posições para diversificar os inimigos distraídos. Para se defender Joyce pode criar um escudo, o "Time Shield", que reflecte balas, fazer "Time Dodge", que dá para fazer movimentos rápidos ou simplesmente esconder-se atrás de objectos.
Os jogadores também vão encontrar puzzles, para além de progredirem como um jogo de plataformas 3D. Com o tempo em colapso, os objetos podem ficar presos num loop temporal, fazendo com que se tornem riscos ambientais num estado instável e em constante mudança, criando situações perigosas, como estando sempre a colidir com uma plataforma. Estes objectos tornam-se obstáculos para o jogador, e para passa-los este tem de parar ou desacelerar o tempo, para Joyce progredir sem receber ferimentos. Se Joyce os reanimar, pode receber ajuda de NPC's congelados no tempo.
O jogabilidade está dividida em segmentos. Depois de jogar um segmento do jogo, aparece um episódio da série digital. O jogo vai contar a história dos protagonistas enquanto a série vai contar a história dos antagonistas. Os jogadores podem fazer escolhas como antagonistas no inicio de cada episódio, também conhecidos como os "pontos de junção". Estas decisões poderão influenciar o estado do jogo.

## Sinopse

### Cenário
A história de Quantum Break desenrola-se nos arredores da Universidade fictícia de Riverport, nos Estados Unidos, onde um teste sobre viagens no tempo correu mal. O evento não apenas afetou o tempo mas como também deu aos dois personagens principais — Jack Joyce e Paul Serene — a habilidade de manipular o tempo de várias maneiras. Por exemplo, Serene, o antagonista, consegue ver o futuro e decidir as escolhas no presente; enquanto que Joyce, pode parar o tempo. Joyce é perseguido pela Monarch Solutions, uma corporação fundada por Serene.

### Personagens
- Shawn Ashmore como Jack Joyce
- Dominic Monaghan como William Joyce
- Aidan Gillen como Paul Serene
- Lance Reddick como Martin Hatch
- Marshall Allman como Charlie Wincott
- Patrick Heusinger como Liam Burke
- Mimi Michaels como Fiona Miller
- Amelia Rose Blaire como Amy Ferraro
- Brooke Nevin como Emily Burke
- Courtney Hope como Beth Wilder
- Jacqueline Pinol como Sofia Amaral
- Jeannie Bolet como Kate Ogawa
- Sean Durrie como Nick Marsters
- Matt Orlando como Brenner

## Desenvolvimento

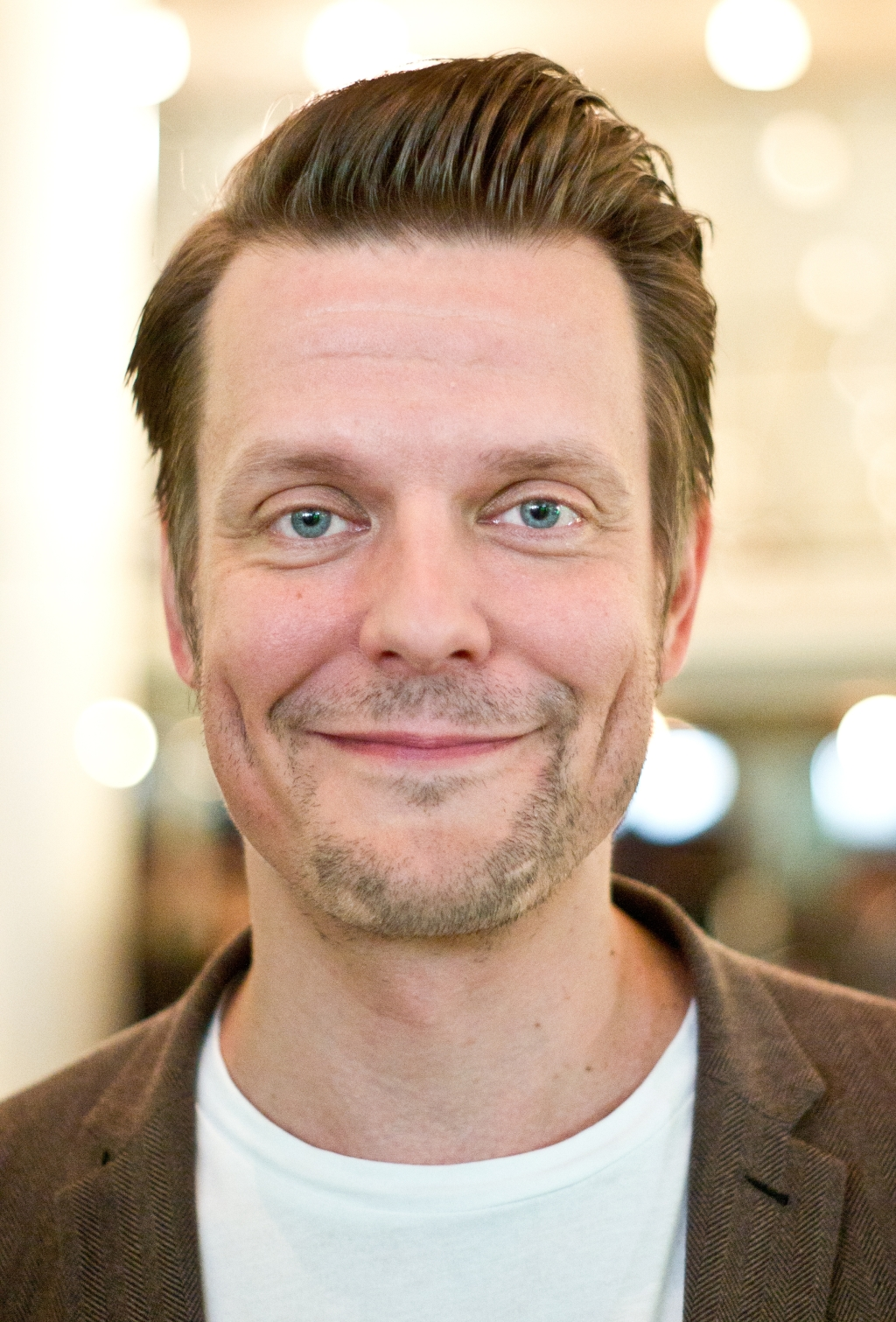
Sam Lake, um dos diretores de Quantum Break.

O jogo foi anunciado com um vídeo durante o evento de revelação do Xbox One em maio de 2013. A equipe da Remedy Entertainment consultou um cientista que havia trabalhado no CERN, o qual lhes ensinou como escrever a trama de tal forma a ficar fiel à física teórica atual. Inicialmente com lançamento previsto para 2014 acabou sendo adiado para 2015. Teve um novo adiamento para 2016, com o intuito de fazer com que o produto final fique "polido" e que não coincida com outros jogos exclusivos da Microsoft planeados para o final de 2015. A produtora Remedy criou um novo motor para Quantum Break, o Northlight Engine.
A 19 de Fevereiro de 2016, Sam Lake da Remedy Entertainment, comunicou através do Twitter que a produção de Quantum Break tinha entrado na fase “ouro”, significando que o jogo está pronto para a fabricação.

## Lançamento
Na gamescom 2015, juntamente com um vídeo, foi anunciado que Quantum Break seria lançado em 5 de Abril de 2016 para Xbox One. Em Fevereiro de 2016, foi confirmado pela Remedy Entertainment que o jogo seria lançado também na mesma data para PC, exclusivamente para o sistema operativo Windows 10, via Windows Store.
Todas as cópias de Quantum Break incluem o jogo Alan Wake da Xbox 360 juntamente com os dois episódios adicionais, The Signal e The Writer. Este conteúdo também está presente numa edição especial de Quantum Break que inclui uma Xbox One branca. Adicionalmente, os jogadores que pré-reservarem o jogo para Xbox One ou a consola recebem ainda Alan Wake's American Nightmare e uma cópia do jogo para Windows 10.
Numa colaboração entre a Remedy, a Microsoft e a iam8bit, a banda sonora de Quantum Break terá um lançamento oficial em vinil. Com arte de Christina Mrozik, o disco de 180-gram é de edição limitada de 3000 cópias e inclui ainda um código para descarregar a banda sonora em formato digital.

## Media relacionada

### Série digital
Uma série Quantum Break está incluída no jogo e foi produzida pela Lifeboat Productions e Microsoft. O tema é que "o jogo é sobre os heróis e a série sobre os vilões". A Remedy Entertainment afirmou que "a maneira como jogas o jogo tem impacto na série, e que esta por sua vez te diz como o deves jogar." No fim de cada episódio do jogo é dado ao jogador uma escolha, que afecta tanto os eventos do jogo com da série.
O elenco da série inclui Shawn Ashmore, Aidan Gillen e Courtney Hope que desempenham o papeis de Jack Joyce, Paul Serene e Beth Wilder, respectivamente. A série tem quatro episódios, com cerca de 22mns cada. Os jogadores são encorajados a ver a série para ter uma ideia de toda a história de Quantum Break.

## Recepção

### Análises
Quantum Break recebeu no geral análises positivas. A versão Xbox One conseguiu uma pontuação de 77/100 no Metacritic, indicando "análises geralmente favoráveis", e foi a mais elogiada, sobre a jogabilidade e a direcção artística; a versão Windows, foi mal recebida muito por causa dos problemas técnicos encontrados, seja no que toca à estabilidade e ao desempenho, especialmente nos GPU da Nvidia, bem como as restrições impostas pela Universal Windows Platform.

### Vendas
A versão Xbox One de Quantum Break foi o primeiro jogo da Microsoft a conseguir alcançar o primeiro lugar na tabela de vendas do Reino Unido em 2016, ficando à frente de Dirt Rally por 139 unidades. Segundo Jon Edney, gestor sénior nos Xbox Studios, Quantum Break foi a melhor estreia de uma nova propriedade intelectual dos Xbox Game Studios para Xbox One, ultrapassando jogos como Sunset Overdrive, Ori and the Blind Forest e Ryse: Son of Rome.